# Jocurile Olimpice de vară din 1936

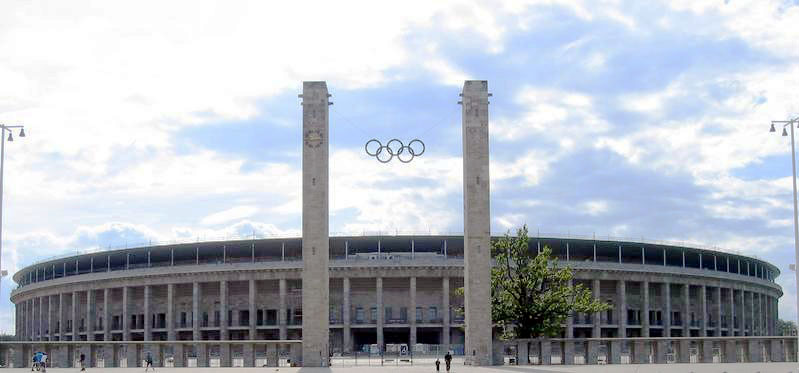
Stadionul Olimpic

A XI-a ediție a Jocurilor Olimpice s-a desfășurat la Berlin, Germania în perioada 1 august - 16 august 1936.

## Organizare
- Berlinul a fost preferat de către CIO în detrimentul Barcelonei în aprilie 1931.
- Pentru prima dată această decizie a provocat proteste politice. A fost planificată organizarea unei "Olimpiade Muncitorești" la Barcelona. Aceasta nu s-a putut desfășura în Spania, din cauza războiului civil.
- Ceremonia Jocurilor Olimpice a fost deschisă de Adolf Hitler.
- Au participat 49 de țări și 3.963 de sportivi care s-au întrecut în 129 de probe din 19 sporturi.
- A fost construit un stadion, Olympiastadion, de 120.000 de locuri.
- Proba de maraton a beneficiat de repere kilometrice, care permiteau permanent concurenților să-și dozeze efortul.

## Sporturi olimpice
| - Atletism - Baschet - Box - Caiac canoe - Canotaj - Ciclism | - Echitație - Fotbal - Gimnastică - Haltere - Handbal - Hochei pe iarbă | - Lupte - Natație - Navigație - Pentatlon modern - Polo - Polo pe apă | - Sărituri în apă - Scrimă - Tir |

## Clasamentul pe medalii
(Țara gazdă apare cu aldine.)
| Jocuri Olimpice 1936 |                |     |        |       |       |
| Poz.                 | Țară           | Aur | Argint | Bronz | Total |
| 1                    | Germania       | 33  | 26     | 30    | 89    |
| 2                    | Statele Unite  | 24  | 20     | 12    | 56    |
| 3                    | Ungaria        | 10  | 1      | 5     | 16    |
| 4                    | Italia         | 8   | 9      | 5     | 22    |
| 5                    | Finlanda       | 7   | 6      | 6     | 19    |
| 6                    | Franța         | 7   | 6      | 6     | 19    |
| 7                    | Suedia         | 6   | 5      | 9     | 20    |
| 8                    | Japonia        | 6   | 4      | 8     | 18    |
| 9                    | Olanda         | 6   | 4      | 7     | 17    |
| 10                   | Marea Britanie | 4   | 7      | 3     | 14    |

## România la JO 1936
|         | Silver | Total |
| ------- | ------ | ----- |
| România | 1      | 1     |

România s-a clasat pe poziția a 29-a în clasamentul pe medalii

### Argint
- Henri Rang — călărie, dresaj individual

A fost nevoie de o întrecere de baraj pentru desemnarea campionului. După ce concurenții aflați la egalitate - germanul Kurt Hasse și românul Henri Rang - au parcurs un nou traseu, Rang s-a clasat pe locul al II-lea, obținând medalia de argint.